# El caco Bonifacio
El caco Bonifacio és una sèrie de còmic humorística creada pel dibuixant Enrich, la primera aparició fou al número 1 de la primera època de la revista Tío Vivo el 1957.
El caco Bonifacio va néixer com a acudit d'una sola vinyeta a la contraportada de la revista Tío Vivo, publicada per l'editorial independent D.E.R. (Dibujantes Españoles Reunidos). Posteriorment, l'acudit inicial es va transformar en una historieta completa d'una pàgina. Quan el setmanari Tío Vivo va ser adquirit per Editorial Bruguera, El Caco Bonifacio va continuar publicant-se, i va romandre a les seves pàgines per un espai de dues dècades.
El protagonista de la sèrie és el personatge homònim, Bonifacio, lladre de professió però paradoxalment honrat, simpàtic i fins i tot càndid. Un altre personatge de la sèrie és el també lladre Pancracio, amic de Bonifacio.

## Biografia de ficció
Bonifacio, és alt, gros i tossut, honrat, simpàtic i fins i tot càndid. Porta l'uniforme del seu "ofici": gorra, antifaç i mocador nuat al coll. Les seves activitats el porten amb freqüència a la presó, o, pitjor encara, acaba sent enganyat per les seves presumptes víctimes i en alguns casos a esser atracat per aquells a qui vol atracar.
A la historieta del número 120 de Tio Vivo (1a època) Bonifacio es transforma en un personatge desconegut fins llavors, es transforma en una persona violenta, atraca un banc després de comprar-se una metralleta, fereix a un policia, però les coses li surten bé, fins i tot aconsegueix quedar-se amb el botí. Però a l'última vinyeta es veu Bonifacio, que empaita el seu creador al dibuixant, Enrich, amb la metralleta. Tot havia estat un somni i en Bonifacio, no perdona que una vegada que havia aconseguit els seus propòsits, li espatllin.

## Autors
L'autor d'aquest personatge es Enric de Manuel González (Vénissieux, França, 1929) és conegut i signa les seves obres amb el nom d'Enrich.

## Publicacions
| Nom de la Publicació | Editorial                            | Any  | Numero |
| -------------------- | ------------------------------------ | ---- | ------ |
| TIO VIVO (1ª època)  | D.E.R.                               | 1957 | Varis  |
| TIO VIVO             | Editorial Bruguera, S.A.             | 1964 | Varis  |
| DDT                  | Editorial Bruguera, S.A.             | 1974 | Varis  |
| Clásicos del Humor   | R.B.A. Promotora de Ediciones, S. A. | 2009 | 34     |

## Llibres
- El Caco Bonifacio. Colección Clásicos del humor, número 34, RBA, Barcelona, 2009. ISBN 978-84-473-6276-9.